# Baýramdurdi Meredow
Baýramdurdi Meredow (né le 27 mars 1979 à l'époque en RSS du Turkménistan, aujourd'hui au Turkménistan) est un footballeur international turkmène, qui évoluait au poste de défenseur.

## Biographie

### Carrière en sélection
Baýramdurdi Meredow reçoit dix sélections en équipe du Turkménistan entre 2003 et 2010, sans inscrire de but.
Il participe avec l'équipe du Turkménistan à la Coupe d'Asie des nations 2004 organisée en Chine.